# Edmone Roffael

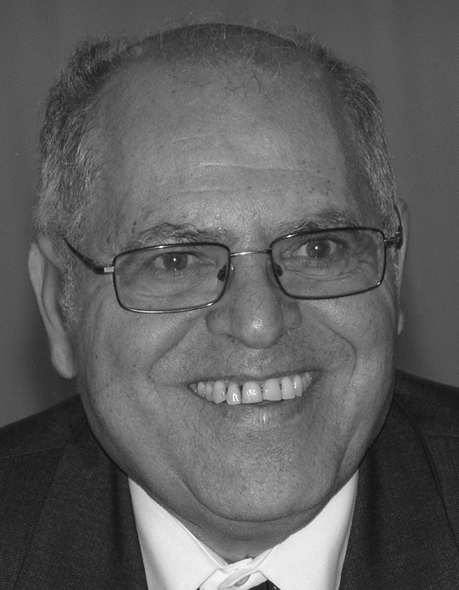
Prof. Dr. Edmone Roffael

Edmone Roffael (* 31. Dezember 1939 in Tulkarm, Palästina; † 14. Januar 2021 in Braunschweig) war ein arabisch-deutscher Chemiker und Forstwissenschaftler. Der bekannte Holzforscher leistete wesentliche Beiträge zur Klärung der Formaldehyd-Abgabe vor allem von Holzspanwerkstoffen (Spanplatten). Von 1993 bis 2005 war Roffael Leiter des Lehrbereichs Holzchemie und Holztechnologie des Instituts für Holzbiologie und Holztechnologie der Fakultät für Forstwissenschaften und Waldökologie der Georg-August-Universität Göttingen.

## Leben
Edmone Roffael wurde am 31. Dezember 1939 in Tulkarm in Palästina geboren. Zunächst studierte er Chemie an den ägyptischen Universitäten in Alexandria und Kairo sowie an der Technischen Hochschule Darmstadt. Nach seinem Studienabschluss wurde er an der TH Darmstadt 1968 mit der Dissertation Röntgen- und Infrarotuntersuchungen über den Ordnungszustand der Cellulose im Fach Zellulosechemie zum Dr.-Ing. promoviert. Anschließend arbeitete er von 1970 bis 1993 am Fraunhofer-Institut für Holzforschung in Braunschweig, wo er sich mit der technischen Holzforschung beschäftigte. Schwerpunkt seiner Forschungsarbeiten wurden alsbald die verschiedenen Holzspanwerkstoffe und deren Herstellung mittels Kunstharzen wie Phenol-Formaldehyd-Harz (PF-Harze), Phenoplaste oder Aminoplaste. Zu diesem Themenkomplex verfasste Roffael auch seine Habilitationsschrift Möglichkeiten der Verleimung von Holzspänen mit Phenolformaldehydharzen und Sulfitablauge, mit der er sich 1976 an der Forstlichen Fakultät der Georg-August-Universität Göttingen habilitierte und damit die Lehrbefugnis (venia legendi) für das Fach „Holzchemie“ erlangte.
Ab 1981 lehrte Roffael als außerplanmäßiger Professor („apl. Prof.“) an der Forstlichen Fakultät der Universität Göttingen. 1993 nahm er den Ruf der Georgia Augusta auf den Lehrstuhl für Holzwissenschaft an. In den Folgejahren baute er am Institut für Forstbenutzung den Lehrbereich „Holzchemie“ auf, und im Jahr 1997 wurde die gesamte Einrichtung in „Institut für Holzbiologie und Holztechnologie“ umbenannt.
Internationale Bekanntheit erlangte Edmone Roffael vor allem durch seine Beiträge zur Formaldehyd-Forschung. Dieser Problematik hatte er früh sein wissenschaftliches Augenmerk geschenkt und dazu bereits 1982 das Standardwerk Die Formaldehyd-Abgabe von Spanplatten und anderen Werkstoffen vorgelegt. Doch erst in den Jahren danach wurde das Thema – vor allem wegen befürchteter möglicher Gesundheitsschäden – auch in der Öffentlichkeit breit diskutiert. Sein Buch erfuhr aktualisierte Übersetzungen ins Russische (1991) und Englische (1993). Die von Roffael mitentwickelten Methoden und Geräte zur Messung der potenziellen Formaldehydabgabe von Werkstoffen lagen zudem der Erarbeitung deutscher und europäischer Normen, Richtlinien und Verordnungen zugrunde. Roffael suchte stets nach Möglichkeiten, die Ausgasung dieser Stoffe zu minimieren. In diesem Sinne forschte er auch an anderen so genannten „flüchtigen organischen Verbindungen“ aus Rohholz und Holzprodukten. Wesentlich beteiligt war er auch an der Entwicklung der tanningebundenen Spanplatte. Er hält zahlreiche Patente.
Seine Forschungsergebnisse veröffentlichte Roffael vor allem in den Fachorganen WKI-Mitteilungen, Holz als Roh- und Werkstoff, Holz-Zentralblatt und Das Papier. Bis zum Jahr 2005 hatte er mehr als 350 Publikationen verfasst.
Person und Arbeit von Edmone Roffael genießen weltweit Anerkennung. Verschiedene Forschungs- und Beratungstätigkeiten führten ihn nach Ägypten, Brasilien, Bulgarien, Chile, Griechenland, Kanada, Malaysia, Schweden, Syrien, in die Türkei und die USA.
Aus Anlass seines 65. Geburtstages ehrte ihn die Fakultät für Forstwissenschaften und Waldökologie der Universität Göttingen am 21. April 2005 mit einem Festkolloquium zum Thema „Holzindustrie und Holzprodukte im Wandel“. Dazu versammelten sich rund 120 Teilnehmer aus Wissenschaft und Industrie in der Aula am Wilhelmsplatz. Auch nach seinem Eintritt in den Ruhestand zum 1. April 2005 war er weiterhin wissenschaftlich tätig und leitete verschiedene Forschungsvorhaben.
Edmone Roffael wohnte in Braunschweig.

## Schriften (Auswahl)
- Röntgen- und Infrarotuntersuchungen über den Ordnungszustand der Cellulose, Dissertation, Darmstadt 1968
- Möglichkeiten der Verleimung von Holzspänen mit Phenolformaldehydharzen und Sulfitablauge, Habilitationsschrift, Göttingen 1975/1976
- Beiträge zur Verwendung von alkalischen Phenolformaldehyharzen [Phenolformaldehydharzen] und Ligninsulfonaten bei der Verleimung von Holzspänen, WKI-Bericht Nr. 8, Braunschweig 1976
- Die Formaldehyd-Abgabe von Spanplatten und anderen Werkstoffen, Stuttgart 1982 (ISBN 3-87181-301-X; russische Übersetzung 1991, englische Übersetzung 1993)
- als Bearbeiter zusammen mit Rainer Grießhammer: Verwendung von Durchforstungsholz und Altpapier zur Papierherstellung unter Berücksichtigung forstwirtschaftlicher Belange, Luft, Boden, Abfall (Heft 37), Stuttgart 1995
- als Mitverfasser: Umweltschutz in der Holzwerkstoffindustrie. Fachtagung am 24. und 25. Juni 1998 in Göttingen. Tagungsband, Göttingen 1999
- zusammen mit Claus Behn: Untersuchungen zur Verminderung der Längenänderung von Holzspanplatten durch gezielte Nutzung von materialimmanenten Eigenschaften und Verwendung von feuchtebeständigen Zusatzstoffen. Schlussbericht. Laufzeit: 01.07.1999 bis 31.08.2003, Göttingen 2004